# フレデリック・カヌーテ
フレデリック・ウマル・カヌーテ（Frédéric Oumar Kanouté, 1977年9月2日 - ）は、フランス・サント＝フォワ＝レ＝リヨン出身の元サッカー選手。マリ代表であった。現役時代のポジションはFW。2007年にアフリカ以外で生まれた選手で初めてアフリカ年間最優秀選手賞を受賞した。
カヌーテはオリンピック・リヨンでキャリアを始め、2000年にウェストハム・ユナイテッドFCへ移り、同じロンドンを拠点とするライバルのトッテナム・ホットスパーに在籍した。その後、スペインに渡りセビージャFCに加入すると2006年, 2007年のUEFAカップを始め欧州と国内の舞台で幾つものタイトルを獲得し、さらにクラブの外国人最多得点記録を更新した。
代表では、U-21フランス代表に出場していたにもかかわらず、その後マリ代表として2004年、2006年、2010年のアフリカネイションズカップに参加した。

## 経歴

### オリンピック・リヨン
フランス人の母とマリ人の父の下でサント＝フォワ＝レ＝リヨンに生まれたカヌーテは、地元のオリンピック・リヨンの下部組織で育ち、1997年にインタートトカップでポーランドのオドラ・ウォジスワフ戦でトップチームデビューし、同年8月2日のFCメス戦でリーグデビュー、RCストラスブール戦で初得点を挙げたが、同リーグで3度得点王のタイトルを獲得したFWソニー・アンデルソンや経験豊かなFWアラン・カヴェリアなどが在籍していたため出場機会は少なかった。

### ウェストハム・ユナイテッドFC
2000年3月にイングランド・プレミアリーグのウェストハム・ユナイテッドFCにレンタル移籍し、デビュー戦では決勝点を決めた。その活躍がハリー・レドナップ監督に認められ同年夏に完全移籍すると、イタリア人FWパオロ・ディ・カーニオとコンビを組み、2000-01シーズンと2001-02シーズンは連続して11得点を挙げるなど、3シーズンでリーグ戦84試合に出場して29得点を挙げた。クラブは2002-03シーズンの不振により2部に降格したが、その活躍からアストン・ヴィラFCなどが獲得に関心を示した。

### トッテナム・ホットスパーFC
カヌーテのスピードと得点感覚がトッテナム・ホットスパーFCのグレン・ホドル監督の関心を引き、2003年夏に移籍金350万ポンドで移籍した。デビュー戦のエヴァートンFC戦ではアクロバティックなボレーシュートを決めるなど才能を見せるも、コンビを組むロビー・キーンやジャーメイン・デフォーなどの存在からチームトップの得点を挙げることは出来ずにいたが、2004-05シーズンにはUEFAカップ出場権を獲得した。2005年1月にミドが加入したために居場所がなくなり、移籍を決意した。

### セビージャFC

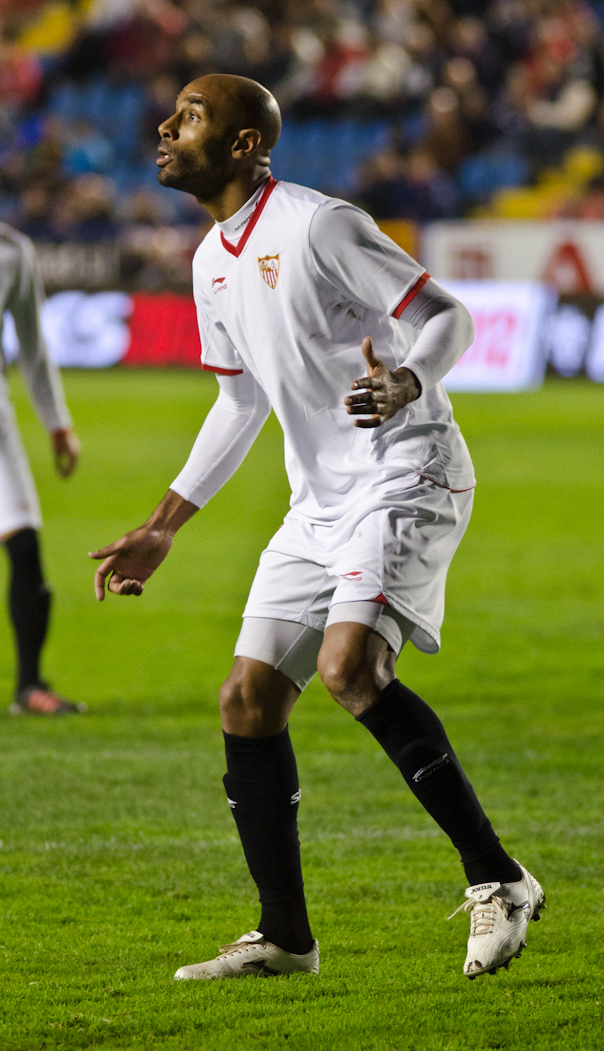
セビージャでプレーするカヌーテ

2005年8月17日、レアル・マドリードへ去ったジュリオ・バチスタの後釜として移籍金650万ユーロ（約440万ポンド、約9億円）でリーガ・エスパニョーラのセビージャFCに移籍した。8月28日のラシン・サンタンデール戦でデビューし、2005-06シーズンはリーグ戦でフォワード陣最多の32試合に出場した。同シーズンのUEFAカップ2005-06ではチーム最多の6得点という活躍を見せ、決勝のミドルスブラFC戦では足の負傷からベンチスタートだったが 89分に駄目押しとなる4点目を決めて優勝に貢献した。
2006年夏のスーペルコパ・デ・エスパーニャではFCバルセロナ相手に得点を奪って3-0でのタイトル獲得に貢献した。2006-07シーズンは持病の恥骨炎に苦しめられたが、リーグ戦では得点王争いに参加し、最終的には21得点を挙げてチームのリーグ3位に貢献した。コパ・デル・レイでは決勝でヘタフェCFと対戦したが、自身の得点により1-0で勝利して優勝を決め、UEFAカップ2006-07では準々決勝の古巣トッテナム戦でホームのサンチェス・ピスフアン、アウェーのホワイト・ハート・レーンと1得点ずつ挙げ2試合合計4-3で準決勝進出に貢献。決勝戦では前年度同様に得点を挙げて2連覇に貢献。また、この2連覇はレアル・マドリード以来の快挙だった。クラブや代表での活躍が認められ、チェルシーFCのFWディディエ・ドログバなどを抑えて2007年のアフリカ年間最優秀選手に選出された。ヨーロッパ生まれの選手が同賞を受賞するのは初めてである。
2008-09シーズンは中盤戦以降に爆発し、2009年2月から4月にかけて8試合で11得点を決めるとともに、レアル・バリャドリード戦ではハットトリックを達成した。このシーズンにはFWダヴォール・シュケルが保持していたクラブの外国人最多得点記録（90点）を更新した。2009年4月2日、クラブとの契約を2年間延長した。2010-11シーズンは怪我に悩まされ、チーム事情によりボランチとしてプレーしたこともあり26試合で僅か4得点2アシストに終わった。

### 北京国安
2012年6月29日、中国スーパーリーグの北京国安足球倶楽部に1年半の契約で移籍した。同年7月18日にFAカップの青島中能足球倶楽部戦で移籍後初得点を含む2得点を挙げた。

## 代表歴
オリンピック・リヨン在籍時にU-21フランス代表に選ばれた。2004年にFIFAは代表に関する規則を改正し、両親が生まれた国でも出場できるようになったため、父親の母国であるマリ代表に招集され、同年1月15日のアルジェリアとの親善試合でデビューした。その後すぐに開幕したアフリカネイションズカップ2004に出場し、グループリーグのケニア戦とブルキナファソ戦、準々決勝のギニア戦で計4得点を挙げて得点王になり、準決勝でモロッコに敗れたがベスト4に躍進した。2007年、アフリカネイションズカップ2008でトーゴに勝利した後、チームメイトのFWママディ・シディベとともに逆恨みしたトーゴファンに襲撃される事件があった。アフリカネイションズカップ2010敗退後に代表引退を表明した。

## 人物
妻との間に3人の子どもがいる。
20歳頃からイスラム教を信仰しており、セビージャFCがユニフォームの胸スポンサーとしてネットカジノサイトである888.comと契約した際には、クルアーンの教えに反するとしてスポンサー名が入ったユニフォームの着用を拒否し、ひとりだけスポンサー名なしのユニフォーム を着用して試合に臨んだ。その後、自分が設立した慈善団体にスポンサー料の一部を寄付させることを条件に、ロゴが隠されていないユニフォームを着用するようになった。2007年には70万ドル以上の費用を出してセビージャ市内のモスクを買い取った。
2009年1月7日、コパ・デル・レイのデポルティーボ・ラ・コルーニャ戦で得点後にユニフォームをめくり、多数の言語で「パレスチナ」と書かれた黒色のTシャツを観衆に見せ、イスラエルのガザ侵攻への抗議の意を示した。スペインサッカー連盟は試合中のいかなる政治的活動も認めていないため、カヌーテは3000ユーロ（約4,000ドル）の罰金を命じられた。

## 個人成績
2013年8月11日時点
| クラブ成績   | クラブ成績   | クラブ成績             | リーグ | リーグ | カップ     | カップ     | リーグ杯 | リーグ杯 | 国際大会   | 国際大会   | 通算 | 通算 |
| シーズン     | クラブ       | リーグ                 | 出場   | 得点   | 出場       | 得点       | 出場     | 得点     | 出場       | 得点       | 出場 | 得点 |
| フランス     | フランス     | フランス               | リーグ | リーグ | フランス杯 | フランス杯 | リーグ杯 | リーグ杯 | ヨーロッパ | ヨーロッパ | 通算 | 通算 |
| ------------ | ------------ | ---------------------- | ------ | ------ | ---------- | ---------- | -------- | -------- | ---------- | ---------- | ---- | ---- |
| 1997–98      | リヨン       | リーグ・アン           | 18     | 6      | 1          | 0          | 0        | 0        | 11         | 2          | 30   | 8    |
| 1998–99      | リヨン       | リーグ・アン           | 9      | 2      | 0          | 0          | 0        | 0        | 2          | 1          | 11   | 3    |
| 1999–00      | リヨン       | リーグ・アン           | 13     | 1      | 0          | 0          | 2        | 0        | 2          | 0          | 17   | 1    |
| イングランド | イングランド | イングランド           | リーグ | リーグ | FAカップ   | FAカップ   | FLカップ | FLカップ | ヨーロッパ | ヨーロッパ | 通算 | 通算 |
| 1999–00      | ウェストハム | プレミアリーグ         | 8      | 2      | 0          | 0          | 0        | 0        | 0          | 0          | 8    | 2    |
| 2000–01      | ウェストハム | プレミアリーグ         | 32     | 11     | 4          | 3          | 3        | 0        | 0          | 0          | 39   | 14   |
| 2001–02      | ウェストハム | プレミアリーグ         | 27     | 11     | 1          | 1          | 0        | 0        | 0          | 0          | 28   | 12   |
| 2002–03      | ウェストハム | プレミアリーグ         | 17     | 5      | 0          | 0          | 0        | 0        | 0          | 0          | 17   | 5    |
| 2003–04      | トッテナム   | プレミアリーグ         | 27     | 7      | 1          | 3          | 3        | 2        | 0          | 0          | 31   | 12   |
| 2004–05      | トッテナム   | プレミアリーグ         | 32     | 7      | 5          | 0          | 4        | 2        | 0          | 0          | 41   | 9    |
| 2005–06      | トッテナム   | プレミアリーグ         | 1      | 0      | 0          | 0          | 0        | 0        | 0          | 0          | 1    | 0    |
| スペイン     | スペイン     | スペイン               | リーグ | リーグ | 国王杯     | 国王杯     | リーグ杯 | リーグ杯 | ヨーロッパ | ヨーロッパ | 通算 | 通算 |
| 2005–06      | セビージャ   | リーガ・エスパニョーラ | 32     | 6      | 2          | 2          | -        | -        | 12         | 7          | 46   | 15   |
| 2006–07      | セビージャ   | リーガ・エスパニョーラ | 32     | 21     | 5          | 4          | -        | -        | 11         | 5          | 48   | 30   |
| 2007–08      | セビージャ   | リーガ・エスパニョーラ | 30     | 16     | 2          | 4          | -        | -        | 10         | 6          | 42   | 25   |
| 2008–09      | セビージャ   | リーガ・エスパニョーラ | 34     | 18     | 6          | 2          | -        | -        | 2          | 2          | 42   | 23   |
| 2009–10      | セビージャ   | リーガ・エスパニョーラ | 27     | 12     | 4          | 1          | -        | -        | 7          | 2          | 38   | 15   |
| 2010–11      | セビージャ   | リーガ・エスパニョーラ | 28     | 12     | 4          | 3          | -        | -        | 7          | 5          | 28   | 16   |
| 2011–12      | セビージャ   | リーガ・エスパニョーラ | 26     | 4      | 0          | 0          | -        | -        | 0          | 0          | 26   | 4    |
| 中国         | 中国         | 中国                   | リーグ | リーグ | FA杯       | FA杯       | リーグ杯 | リーグ杯 | アジア     | アジア     | 通算 | 通算 |
| 2012         | 北京国安     | 中国スーパーリーグ     | 10     | 1      | 2          | 2          | -        | -        | 0          | 0          | 12   | 3    |
| 2013         | 北京国安     | 中国スーパーリーグ     | 17     | 9      | 0          | 0          | -        | -        | 8          | 1          | 25   | 10   |
| 通算         | フランス     | フランス               | 40     | 9      | 1          | 0          | 2        | 0        | 15         | 3          | 58   | 12   |
| 通算         | イングランド | イングランド           | 144    | 43     | 11         | 7          | 10       | 4        | 0          | 0          | 165  | 54   |
| 通算         | スペイン     | スペイン               | 209    | 89     | 23         | 16         | -        | -        | 49         | 27         | 281  | 132  |
| 通算         | 中国         | 中国                   | 10     | 1      | 2          | 2          | -        | -        | 0          | 0          | 13   | 3    |
| 総通算       | 総通算       | 総通算                 | 403    | 142    | 37         | 25         | 12       | 4        | 64         | 30         | 517  | 201  |

## タイトル
クラブ
セビージャFC
- UEFAカップ : 2005-2006, 2006-2007
- UEFAスーパーカップ : 2006
- コパ・デル・レイ : 2006-2007, 2009-2010
- スーペルコパ・デ・エスパーニャ : 2007

個人
- アフリカネイションズカップベストイレブン : 2004
- アフリカ年間最優秀選手賞 : 2007